# Baker (Luizjana)
Baker – miasto w Stanach Zjednoczonych, w stanie Luizjana.
Liczba mieszkańców w 2000 roku wynosiła 13 753.

## Miasta partnerskie
- Joal-Fadiouth, Senegal